# 呂毅 (明朝)
呂毅（？—1408年），河南江北等處行中書省汴梁路陳州項城縣（今河南省項城縣）人。明朝政治人物。
呂毅以濟南衛百戶跟从朱棣起兵，累功任都督僉事。与同官黃中充左右副將軍，佐征南將軍韓觀镇守廣西。之后跟随中將兵送故安南王孫陳天平歸國，在抵达芹站时，陳天平被劫走，呂毅因事连坐被夺官。朱棣后免其罪，起用担任鷹揚將軍，從張輔征討安南胡季犛有功，掌管交阯都司事。永乐六年，其与叛军交兵时阵亡。